# Америчка Самоа на Светском првенству у атлетици на отвореном 2023.
Америчка Самоа је учествовала на 19. Светском првенству у атлетици на отвореном 2023. одржаном у Будимпешти од 19. до 27. августа четрнаести пут. Репрезентацију Америчке Самое представљао је један такмичар који се такмичио у трци на 100 метара.,
На овом првенству такмичар Америчке Самое није освојио ниједну медаљу нити је остварио неки резултат.

## Учесници
Мушкарци: 
- Нејтан Крамптон — Трка на 100 метара

## Резултати

### Мушкарци
| Атлетичар       | Дисциплина | Лични рекорд | Предтакмичење | Предтакмичење | Квалификације        | Квалификације        | Полуфинале           | Полуфинале           | Финале               | Финале       | Детаљи |
| Атлетичар       | Дисциплина | Лични рекорд | Резултат      | Место         | Резултат             | Место                | Резултат             | Место                | Резултат             | Место        | Детаљи |
| --------------- | ---------- | ------------ | ------------- | ------------- | -------------------- | -------------------- | -------------------- | -------------------- | -------------------- | ------------ | ------ |
| Нејтан Крамптон | 100 м      | 11,27        | 11,32 ЛРС     | 5. у гр. 4    | Није се квалификовао | Није се квалификовао | Није се квалификовао | Није се квалификовао | Није се квалификовао | 20 / 71 (75) |        |